# Kolonnbrännare

1 Råsprit
2 Ånga
3 Tyngre alkoholer
4 Förångad alkohol
5 Återcirkulering (reflux)
6 Lättare alkoholer
7 Kondensor

En kolonnbrännare eller kolonnapparat är en destilleringsapparat. Konstruktionen förbättrades av Aeneas Coffey som tog patent på den 1831.
I den ena kolonnen, som är uppdelad i flera nivåer, blandas råsprit med ånga som stiger uppåt och kondenseras i de högre, svalare delarna av kolonnen. Varje steg i kolonnen är svalare än steget under den, vilket gör att olika alkoholer med olika kokpunkt kondenseras på olika nivåer.
I den andra kolonnen kondenseras spritångor från den första kolonnen av råspriten, som i sin tur förvärms. Den kondenserade spriten återcirkuleras sedan tillsammans med råspriten till den första kolonnen. Här avskiljs också metanol i en separat kondensor.
Kolonnerna är oftast byggda i koppar eller rostfritt stål kan vara från 50–100 cm i små hembränningsapparater upp till 10–12 meter för industriell destillation. Högre kolonner ger bättre separation mellan olika alkoholer och därmed renare sprit.
I en kolonnbrännare destilleras sprit enligt principen fraktionerad destillation som både ger renare sprit än till exempel en traditionell kopparpanna och ger kontinuerlig destillation. Inte bara sprit utan även oljeprodukter destilleras enligt samma princip i ett oljeraffinaderi.